# تحميلة مهبلية

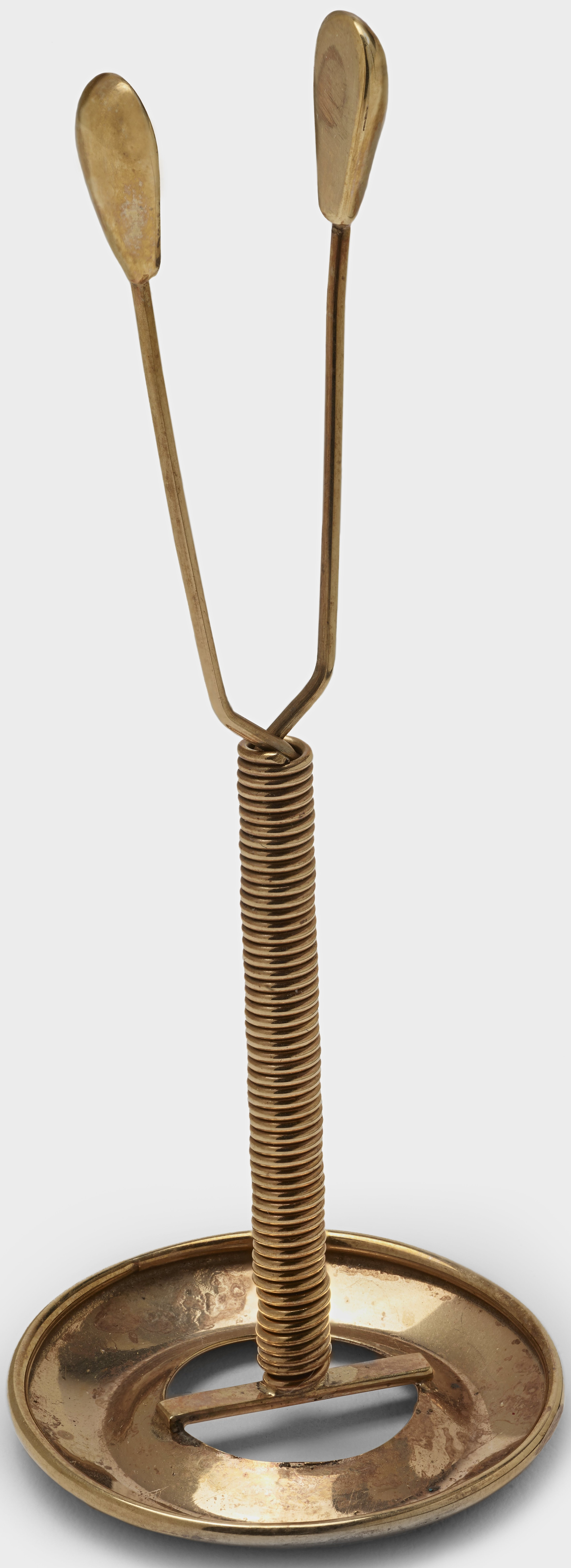
تحميلة مهبليَّة مطلية بالذهب (لولب رحمي) من عام 1920

تحميلة مهبليَّة أو الفَرْزَجَة (الجمع: فَرازج) أو أو تحميلة رحميَّة أو ساندة الرحم أو الكَعكة المهبلية (بالإنجليزية: Pessary)‏ هي أداةٌ طبيَّة توضع في المهبل لأغراضٍ هيكيلية وصيدلانيَّة. تُستخدم بشكلٍ شائع لعلاج سلس الإجهاد لإيقاف تسرب البول وعلاج تدلي الأعضاء الحوضيَّة للحفاظ على موقع الأعضاء في منطقة الحوض. يمكن استخدامها أيضًا لإعطاء الأدوية موضعيًا في المهبل أو طريقةً لمنع الحمل.
تأتي هذه التحاميل المهبليَّة بأشكالٍ وأحجام مختلفة، لذا من المهم أن تُجهز للأفراد من قبل متخصصين في الرعاية الصحية لتجنب أي مضاعفات. ومع ذلك، هناك بعض الحالات والظروف التي تسمح بشرائها بدون وصفة طبية أو بدون طلب المساعدة من متخصص في الرعاية الصحية. قد تحدث بعض الآثار الجانبية إذا لم تُقاس بشكلٍ صحيح أو صيانتها بانتظام، ولكن مع الرعاية المناسبة، تكون آمنة بشكلٍ عام ويتحملها الناس جيدًا.